# زبان چنگالی

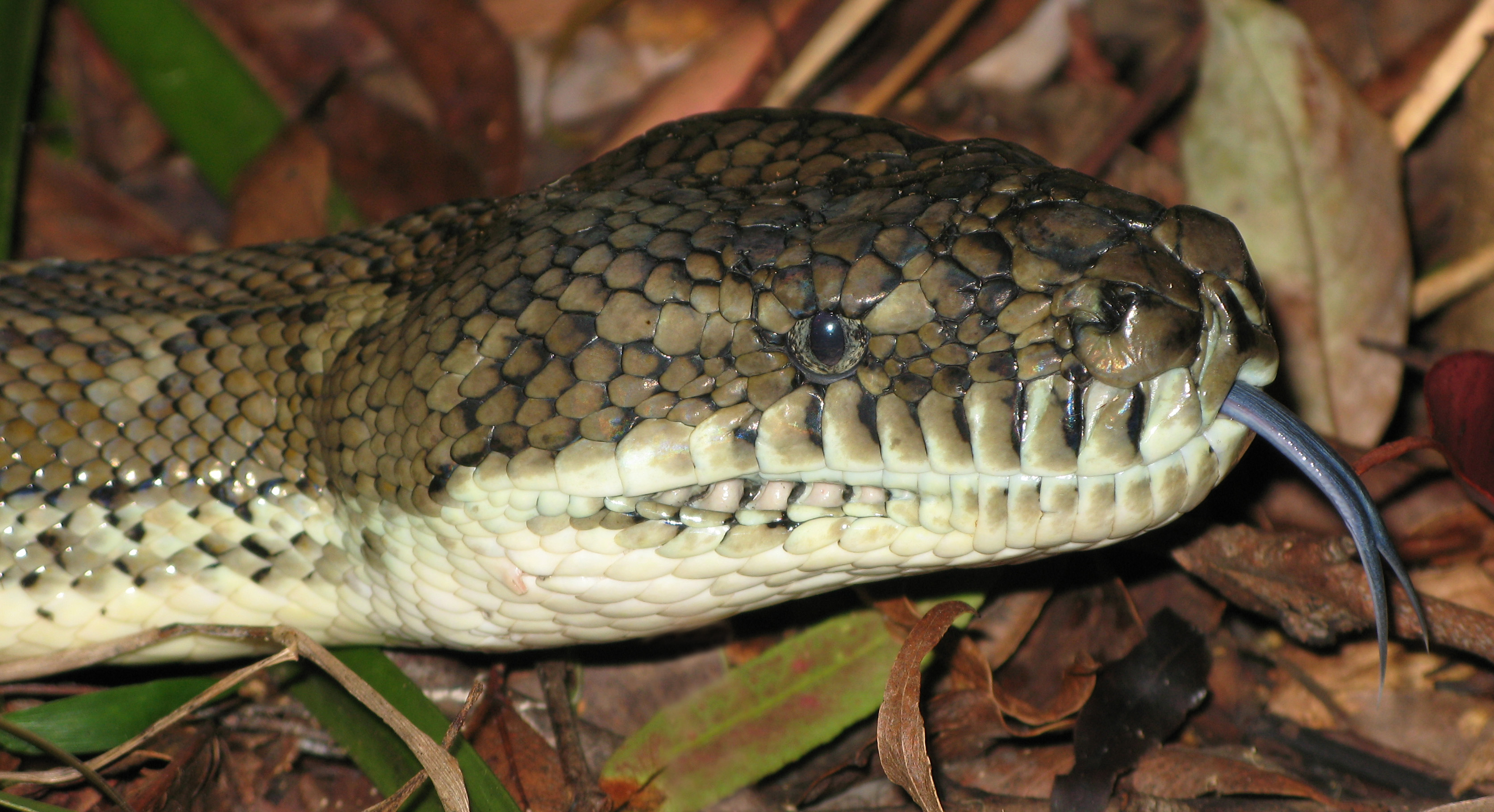
زبان چنگالی یک پایتون فرش

زبان چنگالی زبانی که سر آن دو شاخ شده‌است، این نوع زبان ویژگی مشترک بیشتر گونه‌های خزندگان است. خزندگان با کمک نوک‌های زبانشان می‌توانند بو بکشند و البته جهت بو را هم تشخیص دهند. داشتن حس در دو سوی سر و پیگیری رد محرک‌ها بر پایهٔ مواد شیمیایی، بازکنش نام دارد. البته هنوز قطعی نیست که زبان چنگالی خزندگان به آن‌ها در ردیابی کمک می‌کند یا این تنها یک فرضیه است.
زبان چنگالی در پولک‌داران (مارمولک‌ها و مارها) به دلایل گوناگون توسعه پیدا کرده‌است. یکی از مزایای داشتن زبان چنگالی داشتن سطح تماس بیشتر با هوا و امکان بازکنش بهتر است. زبان به‌طور منظم از دهان بیرون می‌آید تا مواد شیمیایی پیرامون را بررسی کند. این نوع بو کشیدن به جانور امکان می‌دهد تا موادی که بخارهای شیمیایی در هوا تولید نمی‌کنند را هم حس کنند کاری که با دستگاه بویایی معمول امکان‌پذیر نیست. این توانایی پیشرفته در حس مواد شیمیایی در پیرامون، مزایای فراوانی دارد از جمله: شناسایی شکار، انتخاب جفت، شناسایی پناهگاه، جستجوی ردپا، تشخیص خویشاوندان و …
زبان چنگالی چندین بار در پولک‌داران دچار تغییر و تکامل شده‌اند اما بر پایهٔ اطلاعات ژنتیکی هنوز معلوم نیست که دقیقاً کی این اتفاق افتاده‌است.
مگس‌مرغ هم زبانی دو شاخ دارد. شب‌دوست هم یک زبان دوم دارد که زیر زبان اولش پنهان است و از آن برای جارو کردن پیرامون استفاده می‌کند.

## در ادبیات
در ادبیات انگلیسی استفاده از عبارت زبان چنگالی غیر از معنی ظاهری آن می‌تواند به معنی رو راست نبودن هم باشد. برای نمونه این عبارت در کتاب بهشت گمشده آورده شده‌است.